# جک هارلو
جکمن توماس هارلو (زادهٔ ۱۳ مارس ۱۹۹۸) رپر و ترانه‌نویس اهل ایالات متحده آمریکا است. او بیشتر با تک آهنگ «چه هیجان‌زده میشی» در سال ۲۰۲۰ شناخته می شود که در جایگاه ۲ در جدول ۱۰۰ آهنگ داغ بیلبورد قرار گرفت. وی از سال ۲۰۱۱ میلادی تاکنون مشغول فعالیت بوده‌است.